# Мартинюк Юрій Анатолійович
Юрій Анатолійович Мартинюк (нар. 9 жовтня 1974, Харків, УРСР) — український футболіст та тренер, захисник та нападник.

## Кар'єра гравця
Вихованець харківської ДЮСШ-11. Футбольну кар'єру розпочав у 1994 році в аматорському клубі «ВлаСКо» (Харків). Наступного року виїхав до Молдови, де захищав кольори «Конструкторула» (Кишинів). У 1997 році повернувся до України, де виступав за аматорський колектив «Енергетик» (Комсомольське). Влітку 1999 року прийняв запрошення «Арсеналу» (Харків). Під час зимової перерви сезону 2001/02 років перейшов до дніпродзержинської «Сталі». На початку 2005 року перейшов до клубу «Газовик-ХГВ» (Харків). У 2006 році підсилив склад «Локомотиву» (Дворічна), в якому завершив професіональну кар'єру. У 2007 році захищав кольори аматорського клубу «Словхліб». По завершенні перерви, пов'язаної з тренерською роботою, влітку 2008 року виїхав до Казахстану, де виступав за «Енергетик» (Екібастуз). Футбольну кар'єру завершував в «Електротяжмаші» (Харків) та «Старт» (Чугуїв).

## Кар'єра тренера
По завершенні кар'єри гравця розпочав тренерську діяльність. Спочатку працював в молодіжній академії харківського «Металіста». У вересні 2007 року приєднався до тренерського штабу дніпродзержинської «Сталі», 5 травня 2008 року призначений на посаду головного тренера, яким керував 22 червня 2008 року. Потім працював у молодіжній академії «Металіста» (Харків).